# Klaus Bühler
Klaus Bühler (* 16. Januar 1941 in Bad Sachsa; † 3. Februar 2021 in Bruchsal) war ein deutscher Politiker (CDU) und langjähriger Abgeordneter des Deutschen Bundestages.

## Leben
Nach der Volksschule besuchte Bühler das humanistische Gymnasium in Bruchsal. Es folgte ein Lehramtsstudium in Heidelberg und in Karlsruhe. Im Jahr 1965 wurde er Kreisvorsitzender der Jungen Union im Landkreis Bruchsal, was er zehn Jahre lang blieb.
Von 1968 bis 1976 war er Mitglied des Bruchsaler Gemeinderates. Zusätzlich war er von 1971 bis 1976 Kreisrat der Jungen Union, zunächst im Landkreis Bruchsal, nach der Kommunalreform im Landkreis Karlsruhe. Bis 1974 war er als Realschullehrer berufstätig, danach wurde er Leiter der Außenstelle Heidelberg für den Regierungsbezirk Karlsruhe der Landeszentrale für politische Bildung.
1976 wurde er erstmals in den Bundestag gewählt und zog in den folgenden Legislaturperioden wiederum in das Parlament ein.
Seit 1987 war er Vertreter der Bundesrepublik Deutschland in der Parlamentarischen Versammlung des Europarates und zugleich Vertreter in der Versammlung der Westeuropäischen Union. Dort war er von 1996 bis 1999 Vizepräsident, anschließend bis 2002 Präsident der Versammlung.
Im Jahr 2002 schied er aus dem Bundestag aus.
Bühler engagierte sich im Vorstand des Vereins Badische Heimat in Freiburg im Breisgau.